# Ewa Maj
Ewa Elżbieta Maj (z d. Domań, ur. 1957) – polska politolog i historyk, profesor nauk humanistycznych, wykładowca akademicki.

## Życiorys
Ukończyła studia historyczne na Wydziale Humanistycznym Uniwersytetu Marii Curie-Skłodowskiej w Lublinie. Na tej samej uczelni uzyskała kolejne stopnie naukowe - w 1986 obroniła pracę doktorską, a w 2001 uzyskała stopień doktora habilitowanego nauk humanistycznych w zakresie nauk o polityce. W 2011 uzyskała tytuł naukowy profesora nauk humanistycznych. Wykłada na Wydziale Politologii i Dziennikarstwa UMCS. 
Specjalizuje się w badaniach myśli nacjonalistycznej, dziejów Narodowej Demokracji i komunikowania politycznego w obrębie formacji narodowej. Jest członkiem Polskiego Towarzystwa Nauk Politycznych. 

## Publikacje książkowe
- 2020: Dziennikarki prasy dla kobiet w Polsce 1918-1939. Portret zbiorowy na podstawie publicystycznego samoopisu
- 2019: Myśl polityczna. Demokracja. Wolność. Księga Jubileuszowa dedykowana Profesorowi Janowi Jachymkowi z okazji 80. rocznicy urodzin (wraz z Eleonorą Kirwiel, Eweliną Podgajną, Marcinem Wichmanowskim)
- 2013: Sapientia animorum magistra est. Wartości w nauce – wartości w polityce (wraz z Anetą Dawidowicz i Marcinem Wichmanowskim)
- 2012: Prasa Narodowej Demokracji, t. 3, Publicyści, Uniwersytet Marii Curie-Skłodowskiej (wraz z Anetą Dawidowicz)
- 2012: Obrazy Rosji i Rosjan. Opinia publiczna, stosunki polsko-rosyjskie, pamięć historyczna (wraz z Eleonorą Kirwiel)
- 2012: Kościół, religia, myśl katolicka (wraz z Marcinem Wichmanowskim)
- 2012: Elita narodu czy biurokratyczna kasta? Problematyka inteligencji na łamach prasy w Polsce od końca XIX stulecia do 1939 roku (wraz z Marcinem Wichmanowskim)
- 2012: Prasa Narodowej Demokracji od roku 1939 do początku XXI wieku, t. 2 (wraz z Anetą Dawidowicz)
- 2011: Obrazy Rosji i Rosjan w Polsce. Od końca XIX wieku do początku XXI stulecia. Myśl polityczna, media, opinia publiczna (wraz z Eleonorą Kirwiel i Eweliną Podgajną)
- 2010: Prasa Narodowej Demokracji 1886-1939 (wraz z Anetą Dawidowicz)
- 2010: Komunikowanie polityczne Narodowej Demokracji 1918-1939
- 2010: Idee w procesie kształtowania współczesnej rzeczywistości polskiej. Nacjonalizm (wraz z Magdaleną Mikołajczyk i Michałem Śliwą)
- 2010: Egoistyczna klasa czy odpowiedzialni współobywatele? Problematyka chłopska na łamach prasy w Polsce od końca XIX stulecia do 1939 roku (wraz z Włodzimierzem Michem i Marcinem Wichmanowskim)
- 2009: Tymczasowy Rząd Ludowy Republiki Polskiej w Lublinie
- 2009: Idee, państwo, ludowcy (wraz z Alicją Wójcik)
- 2009: Anachroniczna kasta czy nowocześni obywatele? Problematyka ziemiańska na łamach prasy w Polsce od końca XIX stulecia do 1939 roku (wraz z Włodzimierzem Michem)
- 2008: Myśl polityczna w Polsce po 1989 roku. Wybrane nurty ideowe (wraz z Alicją Wójcik)
- 2007: Narodowe ugrupowania polityczne w Polsce 1989-2001 (wraz z Czesławem Majem)
- 2000: Związek Ludowo-Narodowy 1919-1928 : studium z dziejów myśli politycznej